# Deutsche Schwimmmeisterschaften 2007
Die 119. Deutschen Meisterschaften im Schwimmen fanden vom 11. bis 15. April 2007 in der Schwimm- und Sprunghalle im Europasportpark Berlin statt und wurden vom Deutschen Schwimm-Verband organisiert. Insgesamt nahmen in 40 Wettbewerben 366 Aktive aus 113 Vereinen teil. Während der Meisterschaften wurden sechs neue deutsche Rekorde aufgestellt.
| Disziplin           | Männer                         | Männer                         | Männer    | Frauen                  | Frauen                | Frauen    |
| Disziplin           | Name                           | Verein                         | Zeit      | Name                    | Verein                | Zeit      |
| ------------------- | ------------------------------ | ------------------------------ | --------- | ----------------------- | --------------------- | --------- |
| 50 m Freistil       | Rafed El-Masri                 | SG Neukölln                    | 00:22,61  | Britta Steffen          | SG Neukölln           | 00:24,66* |
| 100 m Freistil      | Marco di Carli                 | SG Frankfurt                   | 00:48,88* | Britta Steffen          | SG Neukölln           | 00:53,57  |
| 200 m Freistil      | Lukasz Woijt                   | EOSC Offenbach                 | 01:49,55  | Annika Lurz             | SV Würzburg 05        | 01:56,26  |
| 400 m Freistil      | Paul Biedermann                | SV Halle                       | 03:49,36  | Janina-Kristin Götz     | SC DHfK Leipzig       | 04:15,39  |
| 800 m Freistil      | Thomas Lurz                    | SV Würzburg 05                 | 07:58,14  | Jaana Ehmcke            | Potsdamer SV          | 08:45,54  |
| 1500 m Freistil     | Thomas Lurz                    | SV Würzburg 05                 | 15:16,81  | Britta Kamrau-Corestein | SC Empor Rostock      | 16:47,27  |
| 50 m Brust          | Hendrik Feldwehr               | SSG Bremen/B.haven             | 00:27,90  | Janne Schäfer           | TV Jahn Wolfsburg     | 00:31,40  |
| 100 m Brust         | Andreas Lösel                  | SSG 81 Erlangen                | 01:01,79  | Sonja Schöber           | SG Dortmund           | 01:09,20  |
| 200 m Brust         | Andreas Lösel                  | SSG 81 Erlangen                | 02:11,97* | Birte Steven            | AMTV-FTV Hamburg      | 02:25,33* |
| 50 m Schmetterling  | Thomas Rupprath                | SC Empor Rostock               | 00:23,46* | Daniela Samulski        | SG Bayer W/U/D        | 00:26,78  |
| 100 m Schmetterling | Thomas Rupprath                | SC Empor Rostock               | 00:53,01  | Daniela Samulski        | SG Bayer W/U/D        | 00:59,79  |
| 200 m Schmetterling | Benjamin Starke                | PSV Cottbus                    | 01:59,99  | Nina Schiffer           | SSF Bonn              | 02:11,28  |
| 50 m Rücken         | Thomas Rupprath                | SC Empor Rostock               | 00:25,14  | Antje Buschschulte      | SC Magdeburg          | 00:28,72  |
| 100 m Rücken        | Steffen Driesen                | SG Bayer W/U/D                 | 00:55,01  | Daniela Samulski        | SG Bayer W/U/D        | 01:01,93  |
| 200 m Rücken        | Jens Thiele                    | SVE Hamburg                    | 02:00,05  | Raphaela Piehler        | SC Delphin Ingolstadt | 02:14,75  |
| 200 m Lagen         | Kamil Kasprowicz               | Wfr. 98 Hannover               | 02:00,47* | Katharina Schiller      | EVI Hildesheim        | 02:14,96  |
| 400 m Lagen         | Lukasz Woijt                   | EOSC Offenbach                 | 04:20,47  | Nicole Hetzer           | SV Wacker Burghausen  | 04:47,02  |
| 4 × 100 m Freistil  | SV Wasserfreunde 1898 Hannover | SV Wasserfreunde 1898 Hannover | 03:21,36  | SC Magdeburg            | SC Magdeburg          | 03:53,02  |
| 4 × 200 m Freistil  | SG Dortmund                    | SG Dortmund                    | 07:29,85  | EVI Hildesheim          | EVI Hildesheim        | 08:33,34  |
| 4 × 100 m Lagen     | VfL Sindelfingen               | VfL Sindelfingen               | 03:44,75  | SV Halle                | SV Halle              | 04:15,29  |

* neuer deutscher Rekord

## Randnotizen
Die Europameister Antje Buschschulte und Helge Meeuw verpassten beide ihre Vorläufe über 100 m Schmetterling, nachdem sie am Flughafen Berlin-Tegel zu lange auf ihr Gepäck warten mussten. Die beiden hatten im Anschluss an die Schwimmweltmeisterschaften 2007 in Melbourne noch eine Woche Urlaub in Australien gemacht und einen Flug später als geplant genommen.
Der ehemalige Weltmeister Mark Warnecke beendete nach seinem Vorlaufsieg über 50 m Brust mit 37 Jahren seine Karriere.